# 1282
1282 (MCCLXXXII) var ett normalår som började en torsdag i den julianska kalendern.

## Händelser

### Mars
- 30–31 mars – Sicilianska aftonsången, massaker på fransmän i Palermo, utförs.

### Okänt datum
- Magnus Ladulås reglerar det kungliga rådets organisation.
- Bertrandus Amalrici avslutar sin sverigeresa.
- Linköpingsbiskopen Henrik påbörjar en korstågsfärd tillsammans med sin kaplan Ingemund.
- Rudolf av Habsburg förlänar Österrike åt sina söner Albrekt och Rudolf.
- Danmarks Magna Charta undertecknas på ett möte i Vordingborg.

## Födda
- Erik Magnusson, son till Magnus Ladulås, svensk hertig.
- Innocentius VI, född Étienne Aubert, påve 1352–1362.
- Margareta av Frankrike, drottning av England 1299–1307 (gift med Edvard I) (född omkring detta år eller 1279)

## Avlidna
- 13 oktober – Nichiren, japansk buddhistmunk, grundade Nichiren-buddhismen.
- 1 december – Margareta Sambiria av Pommerellen, drottning av Danmark 1252–1259, gift med Kristofer I.
- 11 december – Llywelyn den siste, prins av Wales sedan 1258.